# Henryk XI głogowski
Henryk XI głogowski (ur. pomiędzy 1429 a 1435 rokiem, zm. 22 lutego 1476) – książę na Szprotawie, Krośnie Odrzańskim, Świebodzinie i połowie Głogowa, Kożuchowie, Lubinie i Zielonej Górze w latach 1467–1476. 
Henryk XI był drugim pod względem starszeństwa synem Henryka IX Starszego i Jadwigi pochodzącej z linii Piastów oleśnickich. Po wcześniejszej śmierci brata Zygmunta został jedynym dziedzicem ojca. Tron objął po jego śmierci w wieku około 40 lat w 1467. 
Był bardzo schorowanym człowiekiem. Zamieszkiwał w Kożuchowie, który był stolicą księstwa głogowskiego. Nie wykazywał większych ambicji politycznych, ponieważ żył dość długo w cieniu ojca. Był poniekąd kontynuatorem polityki Henryka IX. W 1454 roku uczestniczy wraz z ojcem w spotkaniu książąt śląskich i miast na zjeździe we Wrocławiu. 
W 1462 roku Henryk XI uczestniczy w zjeździe głogowskim, na którym spotkali się Kazimierz Jagiellończyk z Jerzym z Podiebradów. Po rzuceniu klątwy przez papieża Piusa II na króla czeskiego Jerzego z Podiebradów, stał się zwolennikiem objęcia tronu czeskiego przez Jagiellonów. 
Był uczestnikiem związku miast i księstw śląskich kierowanego przez jego kuzyna Baltazara skierowanego przeciw królowi Jerzemu. Z inicjatywy jego i rady miejskiej Wrocławia wysłano do Krakowa poselstwo, które miało zachęcić Kazimierza Jagiellończyka lub któregoś z jego synów do objęcia tronu czeskiego. 
W związku z opieszałością Jagiellonów Henryk XI opowiedział się ostatecznie w 1468 roku po stronie Macieja Korwina i uczestniczył w jego nieudanej wyprawie na Śląsk i Łużyce przeciw Jerzemu. 
W konflikcie o księstwo żagańskie pomiędzy Baltazarem a Janem II Szalonym stanął po stronie tego pierwszego i pomógł je odzyskać w roku 1468. W 1469 roku po koronacji Macieja Korwina na króla czeskiego w Ołomuńcu otrzymał od niego część księstwa głogowskiego wraz z miastami należącymi do królów czeskich od roku 1360 (czyli m.in. drugą część miasta Głogowa), ale mógł je objąć w posiadanie dopiero po śmierci księżnej-wdowy Matyldy. 
Henryk XI pozostał bardzo długo w stanie kawalerskim. Pod koniec życia uległ naciskom swoich doradców, działającym na zlecenie margrabiego brandenburskiego Albrechta Achillesa i 11 października 1472 r. w Berlinie poślubił jego córkę-8-letnią Barbarę. W zawartej umowie zagwarantował swojej młodej małżonce na wypadek swojej śmierci Zieloną Górę oraz Kożuchów z przyległościami. Zmarł w dniu 22 lutego 1476 najprawdopodobniej otruty. Został pochowany prawdopodobnie w Kożuchowie, w kościele pw. Matki Boskiej Gromnicznej, w kaplicy Mansjonarzy.
Po śmierci Henryka XI wybuchła długoletnia wojna o sukcesję księstwa głogowskiego. Z pretensjami o spadku po nim wystąpili jego kuzyn Jan II (który ostatecznie zagarnął dziedzictwo), Hohenzollernowie, Maciej Korwin, oraz Jagiellonowie. Po jego śmierci układem z 1482 w Kamieńcu Ząbkowickim 4 miasta: Krosno Odrzańskie, Sulechów, Lubsko, Bobrowice przeszły pod władanie Brandenburgii.
Postać Henryka XI jest negatywnie oceniana zarówno przez historyków polskich, jak i niemieckich. Oskarżano go o nieudolność, brak konsekwencji. Był władcą swoich czasów. Lubił jeść, spać, pić i zdawał się na przypadek.